# Rhoptropella ocellata
Genre
Espèce
Synonymes
- Rhoptropella ocellatus Boulenger, 1885
- Phelsuma ocellata (Boulenger, 1885)

Statut de conservation UICN

 NT  : Quasi menacé
Rhoptropella ocellata, unique représentant du genre Rhoptropella, est une espèce de geckos de la famille des Gekkonidae.

## Répartition
Cette espèce se rencontre au Cap-du-Nord en Afrique du Sud et dans le sud-ouest de la Namibie.

## Description
C'est un gecko diurne et terrestre.

## Taxinomie
Sur la base de fortes ressemblances morphologiques, cette espèce est parfois classée dans le genre Phelsuma. Toutefois des analyses génétiques indiquent que cette ressemblance n'est qu'apparente.

## Publications originales
- Boulenger, 1885 : Descriptions of three new species of geckoes. Annals and Magazine of Natural History, ser. 5, vol. 16, p. 473-475 (texte intégral).
- Hewitt, 1937 : Descriptions of South African lizards. Annals of the Natal Museum, vol. 8, n. 2, p. 199-209 (texte intégral).